# Mario Piovan
Mario Piovan (Padova, 29 gennaio 1953) è un dirigente sportivo, ex arbitro di rugby a 15 ed ex rugbista a 15 italiano.

## Carriera
Comincia a giocare, seconda linea e pilone sinistro, con la Giovanile del Petrarca nel Settembre 1968 e nel campionato 1970-71 vince il primo scudetto di categoria della Società.
Nell'ultimo campionato giovanile, 1971-72, esordisce anche in Prima Squadra partecipando alla conquista del terzo scudetto Bianconero
Per assolvere al servizio di leva si arruola in polizia, viene assegnato al Gruppo Sportivo Fiamme Oro e disputa due campionati, 1972-73 e 1973-74 con la squadra di rugby delle Fiamme Oro di stanza a Padova.
Debutta con la nazionale il 25 febbraio 1973 a Coimbra contro il Portogallo. Collezionerà in seguito altre nove presenze in nazionale.
Rientra nel Petrarca nella stagione 1974-75.
Vince ancora con il Petrarca gli scudetti del 1976-77 e del 1979-80.
Partecipa alla rappresentativa del XV del Presidente, composta da una selezione di giocatori italiani e da stranieri che giocavano nel campionato di serie A che affronta, nell'ottobre 1977, la Nazionale della Nuova Zelanda a Padova presso lo stadio Appiani. Questo incontro è il primo in cui gli All Blacks affrontano una formazione italiana. A fine incontro scambia la maglia del match con il pilone suo diretto avversario Brad Johnstone, pilone destro. La maglia si trova ora esposta presso gli impianti sportivi del Petrarca Rugby alla Guizza, Padova.
Alla conclusione del campionato 1982-83 lascia la maglia da giocatore e indossa quella di arbitro per 10 stagioni, le ultime delle quali in serie A.